# William Forbes (Soldat)
Hon. William Forbes (* 2. Februar 1614 in Fiddes, Aberdeenshire; † 14. Juli 1654 an der Schanze Burg bei Bremen) war ein schottischer Offizier in schwedischen Diensten.

## Leben
Er entstammte dem schottischen Clan Forbes und war ein jüngerer Sohn von Arthur Forbes, 10. Lord Forbes († 1641) und dessen Ehefrau Jean, einer Tochter von Alexander Elphinstone, 4. Lord Elphinstone.
Im Alter von 20 Jahren verließ Forbes im Juli 1634 Schottland und ging nach Osnabrück, wo ein Verwandter von ihm, Matthew Forbes, schwedischer Gouverneur war. Im Folgejahr schloss sich Forbes in Bremen dem Regiment Leslie an und war unter dem Befehl von Johan Banér an der Eroberung von Lüneburg und an der Schlacht bei Wittstock am 25. September 1636 beteiligt. Unter dem Befehl von Lennart Torstensson kämpfte Forbes 1642 bei Leipzig und 1643/1644 gegen die Dänen.
1645, bei der Schlacht bei Jankau, kam er für einen Tag in kaiserliche Gefangenschaft. 1647, wenige Monate vor Kriegsende, wurde er zum Obristen befördert und erhielt damit den Befehl über ein eigenes Regiment.
Aus seinem Briefwechsel ist zu ersehen, dass Forbes von März bis Juni 1649 versuchte, eine Hüftverletzung in Leinburg bei Nürnberg auszukurieren. Nach dem derzeitigen Stand der Forschung wurde Forbes entweder von Georg Philipp Harsdörffer für die Fruchtbringende Gesellschaft empfohlen oder durch die Vermittlung der Teilnehmer des Nürnberger Exekutionstags des Westfälischen Friedens. Fürst Ludwig I. von Anhalt-Köthen nahm Forbes 1649 in die Gesellschaft auf und verlieh ihm den Gesellschaftsnamen der Sonderliche und die Devise wider Winde und Flüsse. Als Emblem wurde Forbes das Bärsanickel oder Bärenohrlein mit brauner Blüt <Cortusa matthioli L.> zugedacht. Im Köthener Gesellschaftsbuch findet sich sein Eintrag unter der Nr. 527. Dort ist auch das Reimgesetz verzeichnet, mit dem er sich für die Aufnahme bedankt:
Der Beersanickel find sich oft mit brauner blüht
Der gleich so wol dem Wind' als flüssen widerstehet:
Der Sonderlich' heiß' ich, von wegen seiner güt',
Und wie durch seine kraft der fluß und wind Zergehet,
So muß man sonderlich darinnen sein bemüht,
Dem, so sich einem fluß' und winde gleich aufblähet
Zu widerstehn: O! nemt die demut nur in acht,
So wird vernichtet sein der flüß' und winde macht.

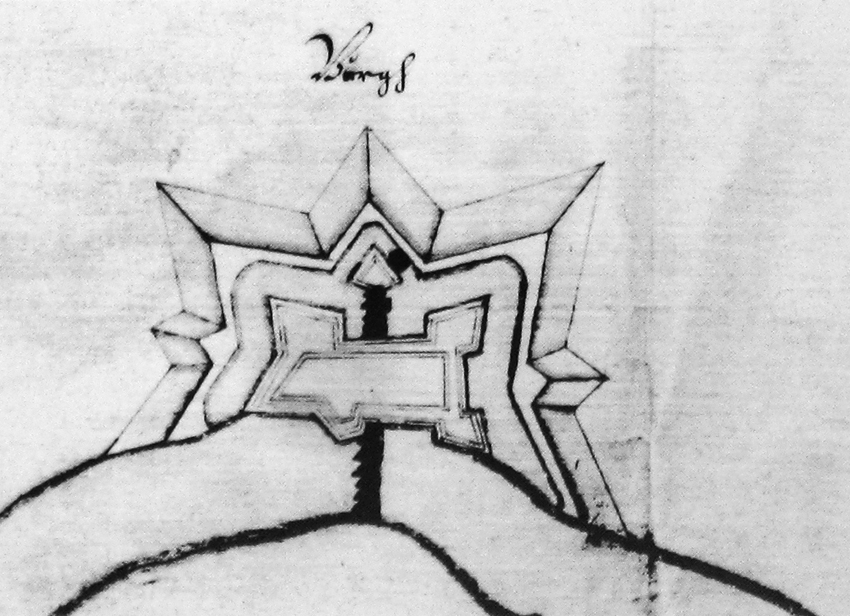
Historische Darstellung der Schanze in Burg (1662)

Im Alter von 40 Jahren starb William Forbes im Ersten Bremisch-Schwedischen Krieg bei der Verteidigung der Schanze Burg im damaligen Herzogtum Bremen gegen die Truppen der bremischen Stände.